# الثعبان (فلم)
الثعبان هو فيلم مصري عرض عام 1984، بطولة ليلى علوي ،عزت العلايلي وغيرهم وإخراج، محمد الشامي (وديع الشامي).
هذا الفيلم هو أول فيلم يخرجه محمد الشامي كما لم يخرج بعده سوى فيلم شقاوة في السبعين عام 1988.

## قصة الفيلم
(عزت العلايلي) رجل اعمال منحرف، له أخت (ليلى علوي) تقع في حب شاب يؤدي دوره (محمد الحلو)، ولكن انحرافات الأخ الكبير تهدد حياة أخته وحياة كل من حوله.

## طاقم التمثيل
| - عزت العلايلي - شريف عبد المنعم - ليلى علوي - حسين الشربيني | - أحمد البيه - صبري عبد المنعم - ناصر سيف - حسني عبد الجليل | - أحمد لوكسر - حافظ أمين - شوقي شامخ - صلاح رشوان | - نبيل الدسوقي - عهدي صادق - أنور إسماعيل - محمد الحلو. |

## فريق العمل
- إخراج : وديع الشامي
- سيناريووحوار: سعيد محمد مرزوق.

## وصلات خارجية
- مقالات تستعمل روابط فنية بلا صلة مع ويكي بيانات
- الثعبان على موقع الدهليز